# Ignacy (Oksienowicz-Staruszycz)
Ignacy, nazwisko świeckie Oksienowicz-Staruszycz (zm. 30 października 1651) – duchowny prawosławny I Rzeczypospolitej, wykładowca i rektor Akademii Mohylańskiej w Kijowie.

## Życiorys
Wykształcenie uzyskał poza granicami Rzeczypospolitej. Przed 1640 był już rektorem szkoły przy monasterze w Hojsku. Był wykładowcą Akademii Mohylańskiej w Kijowie i jej rektorem w latach 1641–1642. W 1641 został również przełożonym brackiego monasteru Objawienia Pańskiego w Kijowie z godnością ihumena. Rok później został przeniesiony do Monasteru Wydubickiego, w analogicznym charakterze.
Większość źródeł wskazuje, iż hieromnich Ignacy został 12 czerwca 1650 wybrany na biskupa mścisławskiego (jako koadiutor), jednak zmarł 30 października 1651 r., nie przyjąwszy chirotonii. Niekiedy spotykana jest błędna wersja, jakoby 12 lipca 1650 miała miejsce jego chirotonia na biskupa mohylewskiego, mścisławskiego i orszańskiego, a duchowny zmarł kilka miesięcy później.

## Twórczość
Słynął jako znakomity kaznodzieja. W rękopisie przetrwał jego zbiór kazań z homiliami na każdą niedzielę i święto. Jest również autorem „kazania pogrzebowego”, mowy nad grobem Eliasza Czetwertyńskiego.